# Шевченко Олексій Миколайович (скульптор)
Олексі́й Микола́йович Шевче́нко (нар. 11 жовтня 1978, Суми, СРСР) — український скульптор. Мешкає та працює в м. Київ.

## З біографії і творчості
Випускник Київської художньої академії. Брав участь у реставрації Будинку з Химерами, реконструкції Михайлівського Златоверхого собору, благоустрою Чкаловського парку (всі — м. Київ), учасник національних мистецьких виставок.

Пам'ятний знак студентським протестам, Суми

Учасник міжнародних та всеукраїнських симпозіумів:
- 2004 рік — міжнародний симпозіум в місті Кшижово, Польща, скульптура в дереві;
- 2005 рік — міжнародний симпозіум в місті Кшижово, Польща, скульптура в дереві;
- 2005 рік — всеукраїнський симпозіум «Витоки» у Києві (Оболонь), камінь;
- 2008 рік — ленд-арт «Весінні вітри», м. Київ;
- 2009 рік, серпень — симпозіум з дерев'яної скульптури у Запоріжжі на о. Хортиця;
- 2009 рік, травень — симпозіум з дерев'яної скульптури у Запоріжжі на о. Хортиця;
- 2009 рік — міжнародний симпозіум «Чарівна квітка — місто Суми» (Парк культури та відпочинку імені І. М. Кожедуба), дерево.
- 2010 рік — міжнародний симпозіум «Чарівна квітка — місто Суми», дерево.

Головні реалізовані проекти скульптора:
- 2005 рік — пам'ятний знак студентськомий протестам під час Помаранчевої революції 2004, м. Суми (бронза, камінь);
- 2008 рік — Скульптурна композиція «Сумка» (бронза, штучний камінь);
- 2008 рік — створення меморіалу пам'яті генерального конструктора заводу імені Антонова Василя Петровича Балабуєва (спільно зі скульптором Р. Чайковським; граніт);
- 2009 рік — скульптурна композиція «Кампай» (дуб).
- 2010 рік — пам'ятник цукру у м. Суми.